# José de Armas
José Antonio de Armas (ur. 25 marca 1981) – wenezuelski tenisista.
Startując w gronie juniorów w 1997 i 1998 roku wygrał wielkoszlemowy French Open w grze podwójnej chłopców. W 1997 roku tworzył parę z Luisem Horną, a w 1998 roku z Fernando Gonzálezem.
Karierę tenisową José de Armas rozpoczął w 1999 roku, a zakończył w 2010 roku. Wielokrotnie wygrywał turnieje z serii ITF Men's Circuit w grze pojedynczej i grze podwójnej.
W latach 1997–2010 reprezentował Wenezuelę w Pucharze Davisa, grając łącznie w 60 meczach, z których w 31 zwyciężył.
W roku 2000 zagrał w konkurencji gry podwójnej na igrzyskach olimpijskich w Sydney, a partnerował Armasowi Jimy Szymanski. Wenezuelska para doszła do 2 rundy eliminując najpierw Chorwatów Maria Ančicia i Gorana Ivaniševicia, a odpadła po porażce z późniejszymi triumfatorami Kanadyjczykami Sébastienem Lareau i Danielem Nestorem.
W 2003 roku zdobył brązowy medal w grze pojedynczej na igrzyskach panamerykańskich w Santo Domingo. W 2010 roku wywalczył złoty medal w grze podwójnej i srebrny medal w grze mieszanej na igrzyskach Ameryki Środkowej i Karaibów w Mayagüez.
W rankingu singlowym Wenezuelczyk najwyżej był na 236. miejscu (19 maja 2003), a w klasyfikacji deblowej na 231. pozycji (14 sierpnia 2000).